# Kondoros

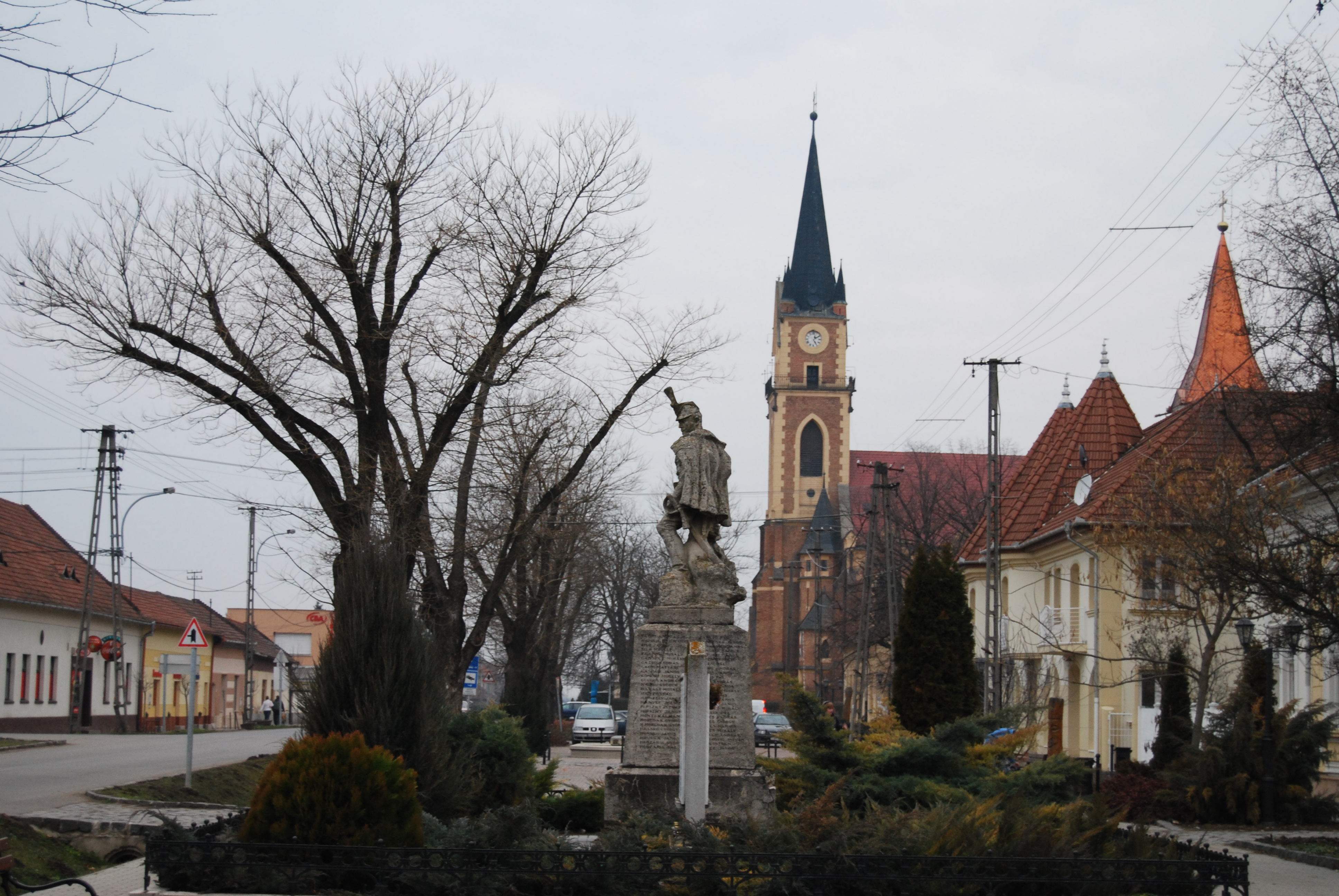

Kondoros è un comune dell'Ungheria di 5 918 abitanti (dati 2001) . È situato nella contea di Békés.